# Нова Ірландія
Нова Ірландія — острів у складі архіпелагу Бісмарка, що належить Папуа Новій Гвінеї. Площа острова становить близько 7404 км², на ньому проживає приблизно 118350 осіб (2002). Острів є частиною однойменної провінції, столицею є місто Кавіенг.

## Географія
Нова Ірландія — другий за величиною острів архіпелагу Бісмарка після Нової Британії. Сам архіпелаг розташований на північний схід від Нової Гвінеї. Нова Ірландія знаходиться в східній частині архіпелагу між другим і третім градусом південної широти й тягнеться майже на 400 км з північного заходу на південний схід. Острів має дуже тонку форму й лише на крайньому південному сході він ширший за 10 км. Нова Ірландія покрита тропічним лісом і дуже гориста. Вершина Тарон в горах Ганса Маєра є найвищою точкою острова (2379 м), за іншими даними найвищою вершиною є гора Ламбел (2150 м). Нова Ірландія розташована між морем Бісмарка та Тихим океаном. На південному сході вона відокремлена протокою Святого Георгія від Нової Британії, в протоці розташовані Острови Дюк-оф-Йорк. Столиця Нової Ірландії Кавіенг знаходиться на півночі.

## Історія

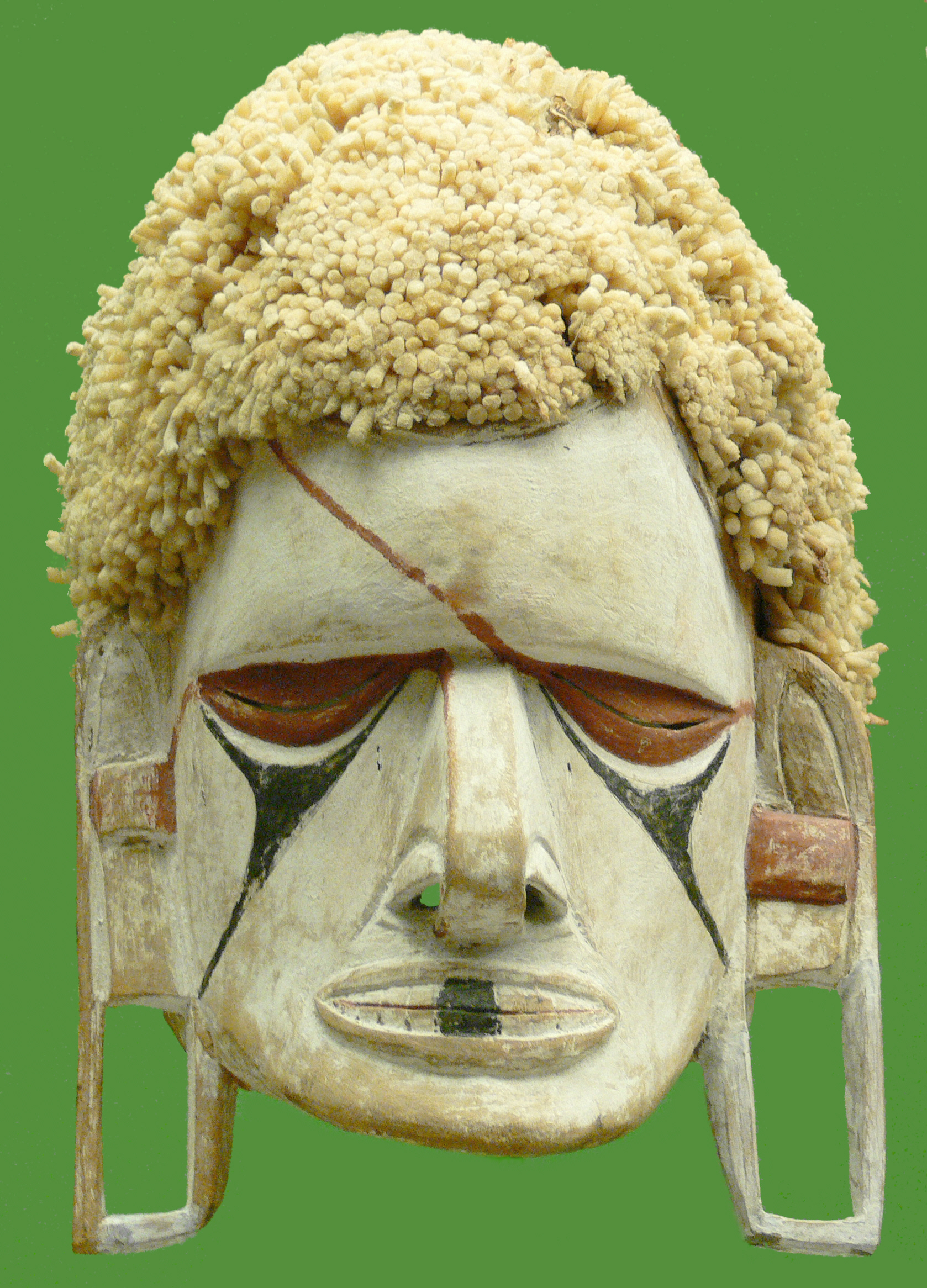
Маска аборигенів Нової Ірландії

Свідчення заселення людьми Нової Ірландії простежуються до більш ніж 30 тисяч років тому.
В 1616 голландські мореплавці Якоб Лемер та Віллем Корнеліс Схаутен стали першими європейцями, що висадилися на острів. Згодом південний край Нової Ірландії став популярною зупинкою для іспанських і голландських кораблів з метою поповнення запасів питної води. Однак те, що Нова Ірландія та Нова Британія — два різних острови, було відкрито лише в 1767 Філіпом Картерет. Саме він дав острову назву Nova Hibernia, що на латині означало Нова Ірландія.
В 1870-х роках Нова Ірландія стала об'єктом вторгнень торговців людьми, що вивозили представників корінного населення на рабську працю на плантації цукрової тростини в Австралію та на Самоа. В 1879 Нова Ірландія стала ареною великого обману авантюриста маркіза де Рая. Він заманив на острів помилковими обіцянками білих колоністів, продавши їм сотні гектарів поганої для освоєння землі. Багато померли від малярії та голоду, перш ніж залишок колоністів був врятований і евакуйований до Австралії. Сам маркіз помер пізніше в домі божевільних у Франції.
З 1885 по 1899 Нова Ірландія була частиною німецького протекторату (Німецька Новогвінейська компанія), а з 1899 по 1914 частиною колонії Німецька Нова Гвінея, яка називалася в цей період «Новим Мекленбургом». З часів німецького панування в Новій Ірландії уздовж північно-східного узбережжя збереглася дорога довжиною 250 км з мелених коралів, що з'єднувала населені пункти Само, Наматанаї, Канам, Малом, Логія та Мангай зі столицею Кавіенг. Причиною прокладання дороги стала необхідність доступу до заснованих німцями плантацій копри, які виявилися вельми прибутковими. З 1975 року дорога носить назву Boluminski Highway в честь тодішнього керівника острова.
Під час Другої світової війни Нова Ірландія була зайнята японською армією. 18 вересня 1945 японські частини, які окупували Нову Ірландію, підписали акт капітуляції на борту американського корабля HMS Swan.
Назвою острова в папуаській лінгві франка ток-пісін є також Niu Ailan. У Новій Ірландії вживаються 19 мов, з яких всі за винятком однієї — австронезійського походження і споріднені одна одній.